# مارشال إف. مور
مارشال إف. مور (بالإنجليزية: Marshall F. Moore)‏ هو محامي وقاضي أمريكي، ولد في 12 فبراير 1829 في بينغامتون في الولايات المتحدة، وتوفي في 26 فبراير 1870 في أولمبيا في الولايات المتحدة.